# HMS Dreadnought (1963)
HMS Dreadnought was de eerste kernonderzeeër van de Royal Navy. De aanvalsonderzeeër werd in 1963 in dienst genomen door het Verenigd Koninkrijk en opende zo het hoofdstuk van nucleair aangedreven onderzeeboten.

## Amerikaanse kennis
Het Verenigd Koninkrijk was een van de pioniers in de ontwikkeling van nucleair aangedreven schepen. In 1946 begon het al studies uit te werken maar onderzoek en ontwikkeling verliepen wat trager in het door de Tweede Wereldoorlog verwoeste Verenigd Koninkrijk. De voorsprong die de Britten hadden uitgebouwd op andere landen werd al snel overgenomen door de Verenigde Staten. 
De Amerikanen begonnen net na de Britten met het ontwikkelen van kernenergie als aandrijving voor schepen. In het begin ging men er nog van uit dat een kernreactor te groot zou zijn om in een onderzeeboot geplaatst te kunnen worden. Deze problemen werden echter al snel weggewerkt en in 1955 verscheen bij de US Navy de Nautilus, de allereerste kernonderzeeër ter wereld. In de testen met de Britse Royal Navy bleek dat de Nautilus ver voor lag op de Britse onderzeeboten. Daarom besloot de Royal Navy om direct zelf te starten met de bouw van een nucleair aangedreven onderzeeboot.

## Kennisuitwisseling
De VS en Verenigd Koninkrijk kwamen overeen dat ze gegevens over kernaandrijving zouden uitwisselen. Door die uitstekende verhouding tussen beide landen kregen de Britten bij de bouw van hun eerste kernonderzeeër aanzienlijke hulp van de Amerikanen. De toenemende bezorgdheid over de Sovjet-Unie en hun grootscheepse onderzeeërprogramma zorgde ervoor dat de bouw van de HMS Dreadnought versneld werd. De eerste plannen verschenen in 1959 en in 1963 was de onderzeeër klaar om in dienst te nemen.